# King of Pop
King of Pop è un greatest hits del cantante statunitense Michael Jackson, pubblicato in Italia il 3 ottobre 2008 e realizzato in commemorazione del 50º compleanno dell'artista, avvenuto il 29 agosto 2008. In molti paesi è stato infatti pubblicato nel mese di agosto mentre solo in Austria, Australia e Ungheria il giorno stesso del suo compleanno.
Questa raccolta si distingue dalle precedenti per il fatto che sono stati i fan stessi, in ogni paese, a decidere le canzoni da inserire nel disco attraverso un sondaggio via internet (in Italia votando su Yahoo). La raccolta è stata pertanto pubblicata con copertine e track list differenti a seconda delle nazioni, in Italia con la dicitura "The Italian Fans' Selection".

## Contenuti
Le tracce sono molto varie: ci sono quelle più famose come Billie Jean (l'unica contenuta in tutte le versioni), Thriller, Bad o Black or White e quelle meno conosciute come Whatever Happens, tratta dall'ultimo album in studio del cantante (Invincible, del 2001), Tabloid Junkie e Morphine (contenute solo nella versione italiana), alle quali si aggiungono le due bonus track Carousel, pubblicata per la prima volta in versione integrale, e Got The Hots (quest'ultima apparsa in precedenza solo nell'edizione celebrativa giapponese di Thriller 25).

## Pubblicazione e versioni
La raccolta non è stata pubblicata negli Stati Uniti ma è stata pubblicata nei seguenti 26 paesi in 26 versioni differenti:
1. Argentina pubblicato l'11 novembre 2008
2. Australia pubblicato il 29 agosto 2008
3. Austria pubblicato il 29 agosto 2008
4. Belgio pubblicato il 25 agosto 2008
5. Brasile pubblicato il 17 ottobre 2008
6. Cina pubblicato il 18 dicembre 2009
7. Corea del Sud pubblicato l'11 dicembre 2008
8. Filippine pubblicato il 28 agosto 2008
9. Finlandia pubblicato il 1 ottobre 2008
10. Francia pubblicato il 12 dicembre 2008
11. Germania e Svizzera (stessa versione) pubblicato il 22 agosto 2008
12. Giappone pubblicato il 24 settembre 2008
13. Grecia pubblicato il 17 novembre 2008
14. Hong Kong pubblicato il 28 agosto 2008
15. India pubblicato nel gennaio 2009
16. Italia pubblicato il 3 ottobre 2008
17. Nuova Zelanda pubblicato il 25 agosto 2008
18. Paesi Bassi pubblicato il 22 agosto 2008
19. Polonia pubblicato il 20 ottobre 2008
20. Portogallo pubblicato il 9 dicembre 2008
21. Regno Unito pubblicato il 25 agosto 2008
22. Spagna pubblicato il 13 gennaio 2009
23. Svezia pubblicato il 15 ottobre 2008
24. Taiwan pubblicato il 31 luglio 2009
25. Turchia pubblicato il 24 novembre 2008
26. Ungheria pubblicato il 29 agosto 2008

## Successo commerciale
L'album ha riscosso buon successo in UK dove è esordito alla posizione numero 3 vendendo oltre 25 000 copie nella prima settimana, in Austria ha raggiunto la 1 posizione, in Belgio la 4, in Australia la 5, in Germania la 6, in Svezia la 9, in Ungheria la 4, in Giappone la 10, in Polonia la 7 e nei Paesi Bassi la 4. In Italia la raccolta ha raggiunto la 22 posizione.
Nel 2009, dopo la morte di Michael Jackson, l'album è rientrato alle prime posizioni nelle classifiche di tutto il mondo, in quella italiana direttamente al quarto posto, raggiungendo, nelle settimane successive, la prima posizione e rimanendo al numero uno della classifica FIMI per sette settimane consecutive. In tutto il mondo ha venduto oltre 3 milioni di copie.

## Tracce
Le tracce scelte dai fans italiani per King of Pop - The Italian Fans' Selection sono:
1. Billie Jean (Single Version) – 4:54
2. Black or White – 4:15
3. Man in the Mirror – 5:19
4. Whatever Happens – 4:56
5. Smooth Criminal (Radio Edit) – 4:17
6. Beat It (Single Version) – 4:17
7. Off the Wall – 4:06
8. We've Had Enough – 5:46
9. Dangerous – 6:59
10. They Don't Care About Us (LP Edit) – 4:11
11. Human Nature – 4:05
12. Wanna Be Startin' Somethin' (Single Version) – 4:21
13. Ghosts – 5:13
14. You Rock My World (senza introduzione parlata) – 5:07
15. Earth Song (Radio Edit) – 5:05
16. Thriller (2003 Edit) – 5:12
17. Tabloid Junkie – 4:33
18. Liberian Girl – 3:48
19. Remember the Time – 4:00
20. We Are the World (Demo) – 5:20
21. Who Is It (7" Edit) – 3:59
22. Speechless – 3:18
23. Morphine – 6:29
24. The Way You Make Me Feel – 4:57
25. Bad (Single Mix) – 4:07
26. Blood on the Dance Floor – 4:12
27. Rock with You (Single Edit) – 3:23
28. Don't Stop 'Til You Get Enough (2003 Edit) – 4:01
29. You Are Not Alone (Single Version) – 4:56
30. Heal the World (Demo) – 4:32
31. Got the Hots – 4:28 – Bonus track
32. Carousel – 3:40 – Bonus track

## Classifiche
| Classifica (2008-2009) | Posizione massima |
| ---------------------- | ----------------- |
| Australia              | 5                 |
| Austria                | 1                 |
| Belgio (Fiandre)       | 1                 |
| Belgio (Vallonia)      | 1                 |
| Danimarca              | 35                |
| Finlandia              | 14                |
| Francia                | 1                 |
| Germania               | 1                 |
| Irlanda                | 3                 |
| Italia                 | 1                 |
| Nuova Zelanda          | 6                 |
| Messico                | 3                 |
| Paesi Bassi            | 1                 |
| Polonia                | 1                 |
| Portogallo             | 5                 |
| Regno Unito            | 3                 |
| Spagna                 | 1                 |
| Svezia                 | 3                 |
| Svizzera               | 1                 |
| Ungheria               | 2                 |

### Classifica di fine anno
| Classifica di fine anno (2009) | Posizione |
| ------------------------------ | --------- |
| Australia                      | 41        |
| Austria                        | 1         |
| Belgio (Fiandre)               | 37        |
| Belgio (Vallonia)              | 28        |
| Italia                         | 6         |
| Paesi Bassi                    | 6         |
| Svezia                         | 70        |
| Svizzera                       | 9         |